# 群青 (歌曲)
《群青》（日语： gunjō）是日本雙人音樂組合YOASOBI的第五首數位發行單曲，於2020年9月1日發行。此曲是以日本漫畫家山口飛翔的《藍色時期》為原型創作。

## 製作與背景
〈群青〉由Ayase創作，ikura演唱，副歌部份則由創作團體PLUSONICA和音。是首時長4分8秒，每分鐘135拍的降B大調日本流行音樂。〈群青〉是以山口飛翔於2017年開始連載的漫畫作品《藍色時期》中男主角矢口八虎追尋夢想的經歷為原型創作。

## 歌詞內容概述
歌詞內容講述《藍色時期》男主角矢口八虎的經歷和內心掙扎。矢口雖然成績優異，前途一片光明，卻毅然決定入讀藝術學校學習繪畫。過程雖然困難重重，甚至會自我質疑，但男主角仍堅持做喜歡的事，追逐自己的夢想。 

## 商業成績
2020年9月，歌曲獲得Oricon公信榜數碼單曲週榜第1名和《日本公告牌》百強單曲榜第8名，亦獲得2020年度《日本公告牌》百強單曲榜第91名以及《公告牌》全球二百强單曲榜第44名（美國以外地區則為第15名）。 

## 音乐影片
此曲的音乐影片於2020年12月1日在Ayase的YouTube頻道上發佈。截至2022年1月6日，其點擊數已超過七千五百萬。影片動畫由動畫師大內雅未製作，牧野惇監督。
2021年10月28日，Ayase的YouTube頻道提早上傳了預計於29號上傳的〈群青〉的英文版〈Blue〉MV，串流平台與純音樂影片也於同一時間開放串流及下載。此曲也是YOASOBI繼〈夜に駆ける〉、〈三原色〉、〈怪物〉之後的第四首英語改編作品。

## 現場演唱
2021年7月4日，YOASOBI在線上演唱會《SING YOUR WORLD》演唱此曲，此曲也成為該演唱會壓軸登場的曲目。

## 收錄歌曲
| 數位下載 | 數位下載 | 數位下載 | 數位下載 | 數位下載 |
| 曲序     | 曲目     | 词曲     | 编曲     | 时长     |
| -------- | -------- | -------- | -------- | -------- |
| 1.       |          | Ayase    | Ayase    | 4:08     |
| 总时长： | 总时长： | 总时长： | 总时长： | 4:08     |

| 數位下載 | 數位下載               | 數位下載    | 數位下載 | 數位下載 |
| 曲序     | 曲目                   |             | 编曲     | 时长     |
| -------- | ---------------------- | ----------- | -------- | -------- |
| 1.       | Blue (English Version) | Konnie Aoki | Ayase    | 4:08     |
| 总时长： | 总时长：               | 总时长：    | 总时长： | 4:08     |